# Bananowate
Bananowate (Musaceae Juss.) – rodzina tropikalnych roślin owocowych należąca do rzędu imbirowców. Obejmuje w zależności od ujęcia 2 lub 3 rodzaje, w obrębie których wyróżnia się ponad 40 gatunków (według niektórych ujęć ponad 80 lub 90). Występują one w tropikalnej i subtropikalnej części Afryki i Azji, na wschodzie sięgając po Queensland, Nową Gwineę i inne wyspy Melanezji. Ze względu na jadalne jagody istotne znaczenie użytkowe ma kilka gatunków bananów (Musa) i ich mieszańce. Pozyskuje się z nich także włókno. Liczne gatunki z wszystkich trzech rodzajów uprawiane są także jako ozdobne.

## Morfologia
PokrójOkazałe byliny, w przypadku rodzaju Ensete monokarpiczne. Pod ziemią znajdują się sympodialne kłącza lub bulwy. Osiągająca zwykle do kilku metrów nibyłodyga powstaje z ciasno stulonych, sztywnych pochew liści. Musa ingens jest największą na Ziemi rośliną zielną osiągając 15 m wysokości, z nibyłodygą o obwodzie do 2 m.
LiścieSkrętoległe, ogonkowe, o całobrzegiej, okazałej blaszce liściowej z pierzastym żyłkowaniem. Wiatr nierzadko strzępi liście do nerwu głównego wzdłuż równoległych względem siebie bocznych wiązek przewodzących. U Musa ingens blaszka osiąga 5 m długości i 1 m szerokości.
KwiatyZebrane w wyrastający zwykle szczytowo kwiatostan. Grzbieciste, obu- lub jednopłciowe kwiaty wyrastają w kątach pochwiasto rozszerzonych, mięsistych i często kolorowych przysadek. Okwiat składa się z listków wyrastających w dwóch okółkach. 5 działek (wszystkie zewnętrzne i 2 z okółka wewnętrznego) są zrośnięte ze sobą, jeden listek z okółka wewnętrznego pozostaje wolny i zwykle jest drobny. Pręcików jest 5 o nitkach wolnych i pylnikach pękających pęknięciem. Słupek jest pojedynczy o dolnej, trójkomorowej, pojedynczej zalążni, w każdej komorze z bardzo licznymi zalążkami.
OwoceMięsiste, skórzaste i suche jagody zawierające liczne i twarde nasiona (w przypadku roślin użytkowych wyhodowano odmiany beznasienne).

## Systematyka

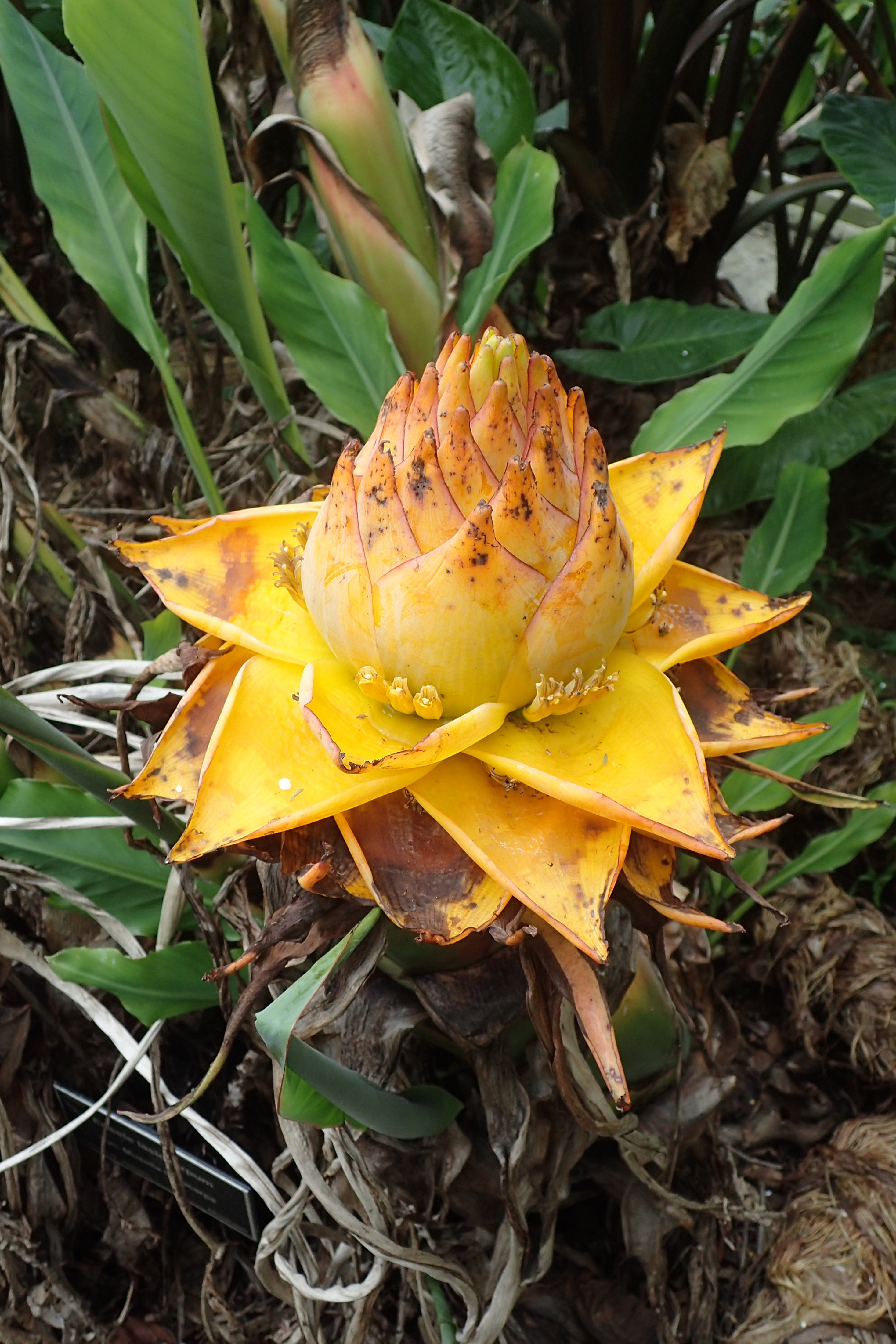
Kwiatostan Musella lasiocarpa

Pozycja systematyczna rodziny według Angiosperm Phylogeny Website (aktualizowany system APG IV z 2016)
Rodzina zajmuje pozycję bazalną w obrębie rzędu imbirowców (Zingiberales) w kladzie jednoliściennych:
|  | helikoniowate Heliconiaceae                                               |
|  |                                                                           |
|  | \| \| strelicjowate Streliziaceae \| \| \| \| \| \| Lowiaceae \| \| \| \| |
|  |                                                                           |
|  | strelicjowate Streliziaceae                                               |
|  |                                                                           |
|  | Lowiaceae                                                                 |
|  |                                                                           |

|  | strelicjowate Streliziaceae |
|  |                             |
|  | Lowiaceae                   |
|  |                             |

|  | paciorecznikowate Cannaceae |
|  |                             |
|  | marantowate Marantaceae     |
|  |                             |

|  | imbirowate Zingiberaceae |
|  |                          |
|  | kostowcowate Costaceae   |
|  |                          |

|  | paciorecznikowate Cannaceae |
|  |                             |
|  | marantowate Marantaceae     |
|  |                             |

|  | imbirowate Zingiberaceae |
|  |                          |
|  | kostowcowate Costaceae   |
|  |                          |

|  | helikoniowate Heliconiaceae                                               |
|  |                                                                           |
|  | \| \| strelicjowate Streliziaceae \| \| \| \| \| \| Lowiaceae \| \| \| \| |
|  |                                                                           |
|  | strelicjowate Streliziaceae                                               |
|  |                                                                           |
|  | Lowiaceae                                                                 |
|  |                                                                           |

|  | strelicjowate Streliziaceae |
|  |                             |
|  | Lowiaceae                   |
|  |                             |

|  | paciorecznikowate Cannaceae |
|  |                             |
|  | marantowate Marantaceae     |
|  |                             |

|  | imbirowate Zingiberaceae |
|  |                          |
|  | kostowcowate Costaceae   |
|  |                          |

|  | paciorecznikowate Cannaceae |
|  |                             |
|  | marantowate Marantaceae     |
|  |                             |

|  | imbirowate Zingiberaceae |
|  |                          |
|  | kostowcowate Costaceae   |
|  |                          |

|  | helikoniowate Heliconiaceae                                               |
|  |                                                                           |
|  | \| \| strelicjowate Streliziaceae \| \| \| \| \| \| Lowiaceae \| \| \| \| |
|  |                                                                           |
|  | strelicjowate Streliziaceae                                               |
|  |                                                                           |
|  | Lowiaceae                                                                 |
|  |                                                                           |

|  | strelicjowate Streliziaceae |
|  |                             |
|  | Lowiaceae                   |
|  |                             |

|  | paciorecznikowate Cannaceae |
|  |                             |
|  | marantowate Marantaceae     |
|  |                             |

|  | imbirowate Zingiberaceae |
|  |                          |
|  | kostowcowate Costaceae   |
|  |                          |

|  | paciorecznikowate Cannaceae |
|  |                             |
|  | marantowate Marantaceae     |
|  |                             |

|  | imbirowate Zingiberaceae |
|  |                          |
|  | kostowcowate Costaceae   |
|  |                          |

|  | helikoniowate Heliconiaceae                                               |
|  |                                                                           |
|  | \| \| strelicjowate Streliziaceae \| \| \| \| \| \| Lowiaceae \| \| \| \| |
|  |                                                                           |
|  | strelicjowate Streliziaceae                                               |
|  |                                                                           |
|  | Lowiaceae                                                                 |
|  |                                                                           |

|  | strelicjowate Streliziaceae |
|  |                             |
|  | Lowiaceae                   |
|  |                             |

|  | paciorecznikowate Cannaceae |
|  |                             |
|  | marantowate Marantaceae     |
|  |                             |

|  | imbirowate Zingiberaceae |
|  |                          |
|  | kostowcowate Costaceae   |
|  |                          |

|  | paciorecznikowate Cannaceae |
|  |                             |
|  | marantowate Marantaceae     |
|  |                             |

|  | imbirowate Zingiberaceae |
|  |                          |
|  | kostowcowate Costaceae   |
|  |                          |

Wykaz rodzajów
- Ensete Horan.
- Musa L. – banan
- Musella (Franch.) C.Y.Wu

Rodzaj Musella w dawniejszych ujęciach bywał włączany do rodzajów Musa lub Ensete. Do rodziny bananowatych włączano dawniej rodzaje strelicja (teraz strelicjowate Strelitziaceae) oraz helikonia (obecnie w rodzinie helikoniowatych Heliconiaceae).